# Святой Кристанциан
Кристанциан — святой мученик. День памяти — 13 мая.
Святой Кристанциан, имя которого означает христианин из Анцио, был умучен в Асколи-Пичено за отказ принести жертву языческим божествам.
К нему обращаются с молитвой при буре, ветре, граде и гриппе.
Святой Кристанциан почитается покровителем коммун Аньоне и Мальтиньяно.